# クロアチア通信社
クロアチア通信社（クロアチアつうしんしゃ、Hrvatska izvještajna novinska agencija：略称HINA）はザグレブ市に拠点を置くクロアチアの国営通信社。

## 歴史
1990年7月28日にクロアチア国会で採択されたクロアチア通信社に関する法律により設立され、独立戦争時のクロアチアでの情報分野の独立を確保するためであった 同通信社は1990年8月17日から活動を開始した。
2001年11月のクロアチア通信社に関する新たな法律により、クロアチア共和国の公的機関に改編された。クロアチア通信は法律および法令に基づき、国内外に支社や特派員事務所を設立することができる。

## 活動
クロアチア通信の活動は、報道機関やその他の関係者の必要に応じて、クロアチア共和国国内や海外の政治、経済、文化、社会生活の出来事に関しての客観的な報道情報を広く網羅して広めることにある。 
通常業務時には、クロアチア通信は国内の加盟社に対して同一条件で情報を提供する義務がある。自然災害や伝染病拡大時、非常事態や戦争の時には、クロアチア通信は公共サービスを提供する機関として活動を行う。
クロアチアの国営通信社として同社は、クロアチアでの日々の情報コンテンツの重要な情報源であり、国内外の包括的で信頼のおける情報を24時間体制で同国の社会に供給している。加盟社は250社以上で、38のメディア企業、130の公共機関、25の大使館が含まれている。